# 15618 Lorifritz
15618 Lorifritz (2000 HF11) là một tiểu hành tinh vành đai chính được phát hiện ngày 27 tháng 4 năm 2000 bởi nhóm nghiên cứu tiểu hành tinh gần Trái Đất phòng thí nghiệm Lincoln ở Socorro.